# End of the Century: The Story of the Ramones
End of the Century: The Story of the Ramones è un film-documentario del 2003 sulla band punk Ramones, che è stato pubblicato su DVD il 15 marzo 2005 dalla Rhino Records.
Il film-documentario, prodotto e diretto da Jim Fields e Michael Gramaglia, segue la storia della band dall'inizio al locale CBGB all'ingresso nella Rock and Roll Hall of Fame e di oltre 20 anni di tour.
È stato generalmente ben accettato dai critici e dai fan, ricevendo un 95% su Rotten Tomatoes.
Il DVD contiene poi interventi di Dee Dee, Johnny, Joey, Marky, C.J., Tommy, Richie, Elvis Ramone ed altri (tra cui la madre di Joey ed il fratello).
È presente anche un video di Marky in cui dimostra di saper suonare la batteria con uno stile heavy metal.
Sfida poi i batteristi metal a suonare con lo stile dei Ramones, cosa non facile e che richiede molta energia.
Il nome di questo film-documentario deriva da una parte presente nella canzone Do You Remember Rock 'n' Roll Radio? del quinto album della band, End of the Century.